# Martha Mataele
Pas d'image ? Cliquez ici

a Compétitions nationales et continentales officielles uniquement.

b Matchs officiels uniquement.
Dernière mise à jour le 16 avril 2025.
Martha Mataele (née Lolohea), née le 9 juillet 1999 à Auckland (Nouvelle-Zélande), est une joueuse internationale néo-zélandaise de rugby à XV et une joueuse de rugby à XIII, évoluant au poste d’ailière. Elle joue en Australie, aux Parramatta Eels (en).
Sa sœur, Atlanta Lolohea, est également une joueuse de rugby à XV. Elle est mariée avec le joueur international fidjien de rugby à XV Manasa Mataele.

## Biographie
Martha Lolohea, devenue Martha Mataele à la suite de son mariage avec le joueur international fidjien de rugby à XV Manasa Mataele en 2021, naît le 9 juillet 1999 à Auckland en Nouvelle-Zélande dans une famille d'origine tongienne. Elle se définit d'ailleurs comme « complètement tongienne ». Elle grandit à Christchurch.
Pour sa première saison de Farah Palmer Cup (FPC), elle remporte le titre avec Canterbury.
En 2022, elle est sélectionnée pour jouer avec la franchise de Matatū. Elle remporte un troisième titre national avec Canterbury en FPC, en réalisant l'exploit de marquer au moins un essai au cours de chaque match de la compétition.
Elle remporte le Super Rugby Aupiki 2023 avec Matatū. En finale, blessée à un mollet, elle marque un essai de soixante-dix mètres. La compétition terminée, elle rejoint avec son époux la Western Force, qui dispute le Super Rugby Women's australien. Sa sœur Atlanta Lolohea, également titrée avec Matatū, la suit à Perth. Martha Mataele marque quatre essais en quatre rencontres et est nommée joueuse de l'année par son équipe. Elle rentre en Nouvelle-Zélande pour disputer la Farah Palmer Cup, mais cette fois Canterbury est battu en finale par Auckland. Elle est sélectionnée avec les Black Ferns pour les tests de fin d'année. Elle fait ses débuts internationaux contre l'Australie à Hamilton au mois de septembre, marquant un essai. Elle participe ensuite à la première édition du WXV.
Elle revient à Matatū, toujours avec sa sœur, pour jouer le Super Rugby Aupiki 2024. Mais au mois d'avril, elle ne fait pas partie des joueuses mises sous contrat par la Fédération néo-zélandaise, alors même que sa sœur Atlanta obtient son tout premier contrat avec les Black Ferns. En décembre, elle signe un contrat de deux ans avec les Parramatta Eels (en) en rugby à XIII. Avant de partir en Australie, elle joue le Super Rugby Aupiki avec les Chiefs Manawa, qui l'ont recrutée avec le statut de joker médical.[réf. nécessaire]

## Palmarès
- Vainqueur de la Farah Palmer Cup en 2019, 2020 et 2022.
- Finaliste de la Farah Palmer Cup en 2021 et 2023.
- Vainqueur du Super Rugby Aupiki en 2023.